# Großer Preis von Kanada (Motorrad)

Streckengrafik von Mosport Park

Der Große Preis von Kanada für Motorräder war ein Motorrad-Rennen zur Motorrad-Weltmeisterschaft.
Er fand nur einmal, am 30. September 1967 in Mosport Park nahe Bowmanville, Ontario statt. Aufgrund des späten Austragungsdatums war der Grand Prix von für die Durchführung von Motorradrennen äußerst niedrigen Temperaturen geprägt.
In der 125-cm³-Klasse war mit Bill Ivy nur ein einziger Werksfahrer am Start. Der Brite gewann den Lauf trotz Problemen mit der Kühlung seiner Yamaha souverän.
Bei den 250ern führte Mike Hailwood auf Honda das Rennen vom Start weg vor den beiden Yamaha-Werkspiloten Bill Ivy und Phil Read, die schlecht gestartet waren, an. In der letzten Runde ließ Ivy Read passieren, um diesem keine Punkte im WM-Kampf mit Hailwood wegzunehmen. Hailwood und Read, die beim folgenden letzten WM-Lauf der Saison in Japan nicht in der Viertelliterklasse starteten, fanden sich damit mit jeweils 50 Zählern in der Gesamtwertung wieder. Zwar hatte der Yamaha-Pilot mit 56 Punkten netto zwei Zähler mehr als der Honda-Werksfahrer, Hailwood hatte jedoch einen Sieg mehr auf dem Konto als Read und wurde deshalb zum 250-cm³-Weltmeister erklärt.
Der Lauf der Halbliterklasse wurde vom Veranstalter wegen der Kälte um zehn Runden verkürzt. Giacomo Agostini (MV Agusta) gab sich damit zufrieden, Mike Hailwood auf seiner Honda ziehen zu lassen, und sicherte sich mit Rang zwei wichtige WM-Punkte. Dritter wurde der Lokalmatador Mike Duff auf Matchless. Nach dem Rennen, das das letzte in der 500er-Kategorie des Jahres war, lagen Agostini und Hailwood mit 46 Punkten gleichauf im Gesamtklassement. Agostini hatte aber inklusive Streichresultaten sechs Zähler mehr geholt als Hailwood und außerdem auch einen zweiten Rang mehr auf seinem Konto. Der Italiener sicherte sich damit den zweiten von insgesamt 15 WM-Titeln in seiner Laufbahn.

## Statistik
| Jahr | Strecke | Klasse  | Sieger                | Zweiter                      | Dritter               | Schn. Rennrunde       |
| ---- | ------- | ------- | --------------------- | ---------------------------- | --------------------- | --------------------- |
| 1967 | Mosport | 125 cm³ | Bill Ivy (Yamaha)     | Tim Coopey (Yamaha)          | Robert Lusk (Yamaha)  | Bill Ivy (Yamaha)     |
| 1967 | Mosport | 250 cm³ | Mike Hailwood (Honda) | Phil Read (Yamaha)           | Ralph Bryans (Honda)  | Mike Hailwood (Honda) |
| 1967 | Mosport | 500 cm³ | Mike Hailwood (Honda) | Giacomo Agostini (MV Agusta) | Mike Duff (Matchless) | Mike Hailwood (Honda) |